# Мушинський Андрій Станіславович
Андрі́й Станісла́вович Муши́нський — старший солдат Збройних сил України.

## Нагороди
За особисту мужність і героїзм, виявлені у захисті державного суверенітету та територіальної цілісності України, вірність військовій присязі під час російсько-української війни
- нагороджений орденом «За мужність» III ступеня (22.1.2015).